# Coupe d'Allemagne féminine de football 1999-2000
Navigation
Édition précédente Édition suivante
Le DFB-Pokal Frauen 1999-2000 est la vingtième édition de la Coupe d'Allemagne féminine.
Il s'agit d'une compétition à élimination directe ouverte aux vainqueurs des coupes de chaque fédération régionale et des clubs de la  Bundesliga féminine. Elle est organisée par la Fédération allemande de football (DFB).
La finale a lieu le 6 mai 2000 au stade olympique de Berlin. Le 1.FFC Francfort remporte sa deuxième Coupe d'Allemagne.

## Format
Les équipes participantes sont les vainqueurs des coupes des fédérations régionales et toutes les équipes ayant participé à la Bundesliga féminine en 1998-1999, soit 12 équipes, et les promus pour la saison 1998-1999 (deux équipes).
La compétition commence avec les 16e de finale qui se jouent sur un match, en cas d'égalité une séance de tirs au but a lieu. 
La finale se joue le 6 mai 2000 en lever de rideau de la finale masculine.

## Demi-finales
| Equipe 1             | Equipe 2            | Score |
| -------------------- | ------------------- | ----- |
| 1.FC Saarbrücken     | 1.FFC Francfort     | 1 - 3 |
| Grün-Weiß Brauweiler | Sportfreunde Siegen | 0 - 3 |

## Finale
| 6 mai 2000 | 1.FFC Francfort | 2 - 1   | Sportfreunde Siegen | Stade olympique de Berlin, Berlin |                      |
|            |                 | (0 - 0) |                     | Spectateurs : 20 000              | Spectateurs : 20 000 |

- Le 1.FFC Francfort remporte sa deuxième Coupe d'Allemagne, pour Sportfreunde Siegen qui a repris l'équipe du TSV Siegen c'est le dernier coup d'éclat, l'équipe sombrera ensuite dans les divisions inférieures du football allemand[2].